# Lynga, Harplinge socken

Lynga är en by i Harplinge socken i Halmstads kommun.
Lynga omtalas i dokument första gången 1524; ett omnämnande från 1476 är osäkert om det syftar på den här byn. Lynga bestod 1724 av två hemman om vardera 1/4 mantal, det ena med två och det andra med ett hushåll som brukare. Från 1880-talet fanns även en kombinerad små- och folkskola i Lynga, som dock lades ned på 1960-talet. En banvaktarstuga vid Mellersta Hallands Järnväg. Vid Skintan har Lynga by sedan gammalt haft en kvarn, Lynga kvarn. Kvarnbyggnaden finns ännu kvar, men är inte längre i drift. Under första världskriget fanns planer på att ersätta kvarnen med ett vattenkraftverk. Området ingick tidigare i småorten Lynga kvarn och Sandslätt men är numera del av Haverdal.
Sedan 1970-talet har firman Lyngalax haft en anläggning för rökning av lax och tidigare ål i Lynga.